# Chizr Chan
Chizr Chan (ur. ?, zm. 1421) – sułtan Delhi, założyciel dynastii Sajjidów, panujący w latach 1414–1421. Syn Sulaimana, gubernatora miasta Multan podczas panowania sułtana Firuza Szah Tughlaka z dynastii Tughlaków.

## Życiorys
W 1388 roku, po śmierci swojego ojca Sulaimana przejął rządy w mieście Multan, jako Nasir ul-Mulk, a od 1389 znany był już jako  Khizr Khan. W 1414 roku, uzyskując poparcie większości wojsk sułtanatu zdobył Delhi usuwając z tronu uzurpatora, Chana Lodi zapoczątkowując swoje siedmioletnie panowanie i rozpoczynając nową dynastię Tughlaków.